# El Edén (Uruguay)
El Edén ist eine Ortschaft in Uruguay.

## Geographie
Sie befindet sich auf dem Gebiet des Departamento Maldonado in dessen Sektor 4. El Edén liegt im Zentrum des Departamento am Ufer des Arroyo Pintado. Nächstgelegene Orte sind Nueva Carrara im Südwesten und San Carlos im Südosten.

## Infrastruktur
Durch El Edén führt die Ruta 12.

## Einwohner
El Edén hatte bei der Volkszählung 2011 85 Einwohner, davon 40 männliche und 45 weibliche.
| Jahr | Einwohner |
| ---- | --------- |
| 1963 | 89        |
| 1975 | 24        |
| 1985 | 25        |
| 1996 | 52        |
| 2004 | 43        |
| 2011 | 85        |

Quelle: Instituto Nacional de Estadística de Uruguay